# Puccinia praealta
Puccinia praealta ist eine Ständerpilzart aus der Ordnung der Rostpilze (Pucciniales). Der Pilz ist ein Endoparasit der Korbblütler Vernonia heydeana und Vernonia triflosculosa. Symptome des Befalls durch die Art sind Rostflecken und Pusteln auf den Blattoberflächen der Wirtspflanzen. Sie ist in Mittelamerika verbreitet.

## Merkmale

### Makroskopische Merkmale
Puccinia praealta ist mit bloßem Auge nur anhand der auf der Oberfläche des Wirtes hervortretenden Sporenlager zu erkennen. Sie wachsen in Nestern, die als gelbliche bis braune Flecken und Pusteln auf den Blattoberflächen erscheinen.

### Mikroskopische Merkmale
Das Myzel von Puccinia praealta wächst wie bei allen Puccinia-Arten interzellulär und bildet Saugfäden, die in das Speichergewebe des Wirtes wachsen. Ihre Spermogonien und Aecien sind bislang unbekannt. Die hell gelben Uredien des Pilzes wachsen oberseitig auf der Oberfläche der Wirtsblätter. Ihre hyalinen Uredosporen sind 25–30 × 18–22 µm groß, eiförmig und stachelwarzig. Die blattoberseitig wachsenden Telien der Art sind schwarzbraun, pulverig und unbedeckt. Die gold- bis hell kastanienbraunen Teliosporen sind zweizellig, in der Regel breitellipsoid bis ellipsoid, warzig und meist 35–43 × 25–30 µm groß. Ihre Stiele sind farblos.

## Verbreitung
Das bekannte Verbreitungsgebiet von Puccinia praealta umfasst Mittelamerika.

## Ökologie
Die Wirtspflanze von Puccinia praealta sind die Scheinastern Vernonia heydeana und V. triflosculosa. Der Pilz ernährt sich von den im Speichergewebe der Pflanzen vorhandenen Nährstoffen, seine Sporenlager brechen später durch die Blattoberfläche und setzen Sporen frei. Die Art durchläuft einen makrozyklischen Entwicklungszyklus mit Spermogonien, Aecien, Telien und Uredien. Als autoöker Parasit macht sie keinen Wirtswechsel durch.